# Oxypogon
Oxypogon là một chi chim trong họ Chim ruồi.